# Liga Profesional de Baloncesto (Panamá)
La Liga Profesional de Baloncesto o LPB es la principal liga de baloncesto profesional de Panamá. Está compuesta por 6 equipos profesionales (más 2 equipos que no participaron en el torneo 2017).

## Historia
La Liga Profesional de Baloncesto fue fundada el 3 de junio de 2015 por la FPB o la Federación Panameña de Baloncesto. El 2 de octubre de 2015, se disputó el primer partido de la liga, en un encuentro donde las Águilas de Río Abajo derrotaron a los Caballos de Coclé con un resultado de 59-57. El 19 de diciembre de 2015 los Correcaminos de Colón se coronaron como los primeros campeones de la liga tras derrotar a los Toros de Chiriquí en la Gran Final con un resultado de 74-71.
El 29 de julio de 2016 comenzó la Segunda Temporada con un encuentro con sabor a final donde los Toros de Chiriquí derrotaron a los Correcaminos de Colón con un resultado de 59-56. El 2 de diciembre de 2016 los Correcaminos de Colón se coronaron por segundo año consecutivo como campeón de la liga tras derrotar a los Caballos de Coclé en la Gran Final con un resultado de 77-64.
El 9 de noviembre de 2017 comenzó la Tercera Temporada con un encuentro con sabor a final donde los Caballos de Coclé derrotaron a los Correcaminos de Colón con un resultado de 87-83. El 2 de febrero de 2018 los Correcaminos de Colón se coronaron por Tercer año consecutivo como campeón de la liga y consiguiendo el Triplete o Tricampeón tras derrotar a los Caballos de Coclé en la Gran Final con un resultado de 71-67.
El 29 de julio de 2016 comenzó la Segunda Temporada con un encuentro con sabor a final donde los Toros de Chiriquí derrotaron a los Correcaminos de Colón con un resultado de 59-56. El 2 de diciembre de 2016 los Correcaminos de Colón se coronaron por segundo año consecutivo como campeón de la liga tras derrotar a los Caballos de Coclé en la Gran Final con un resultado de 77-64.
El 9 de noviembre de 2017 comenzó la Tercera Temporada con un encuentro con sabor a final donde los Caballos de Coclé derrotaron a los Correcaminos de Colón con un resultado de 87-83. El 2 de febrero de 2018 los Correcaminos de Colón se coronaron por Tercer año consecutivo como campeón de la liga y consiguiendo el Triplete o Tricampeón tras derrotar a los Caballos de Coclé en la Gran Final con un resultado de 71-67.

## Formato
En el 2015 se jugaba una ronda regular de 10 fechas a ida y vuelta. El líder de la ronda regular clasificaba directo a la Gran Final, mientras que el segundo y tercero juegan la semifinal. 
El ganador de la semifinal jugará la final contra el líder de la ronda regular en la Arena Roberto Durán. El resto de los equipos quedará eliminado.
En el 2016 se jugaba una ronda regular de 15 fechas a ida y vuelta. Los 4 primeros lugares de la tabla clasificaban a una semifinal donde se jugaba el 1° con el 4° y el 2° con el 3° en un solo partido.
Los ganadores de cada semifinal jugarán la final en la Arena Roberto Durán. El resto de los equipos quedará eliminado.
En el 2017 cambió un poco, se juega una ronda regular de 15 fechas a ida y vuelta. Los 4 primeros lugares de la tabla clasificaban a una semifinal donde se jugaba el 1° con el 4° y el 2° con el 3° en donde se juegan tres partidos y el ganador de dos de tres partidos clasifica a la final en la Arena Roberto Durán. El resto de los equipos quedará eliminado.
El ganador del torneo clasifica a la Liga de las Américas.

## Equipos
| Nombre                   | Ciudad           | Fundación | Participaciones |
| ------------------------ | ---------------- | --------- | --------------- |
| SD Atlético Nacional     | Ciudad de Panamá | 2015      | 5               |
| Caballos de Coclé        | Aguadulce        | 2015      | 7               |
| Halcones de San Miguel   | Ciudad de Panamá | 2022      | 3               |
| Universitarios del West  | San Miguel       | 2015      | 1               |
| Centinelas de Grupo Mica | Ciudad de Panamá | 2022      | 1               |
| Lobos de Chiriquí        | David            | 2022      | 1               |

## Estadios del torneo
El Gimnasio de la USMA será utilizado por las cinco franquicias de la Ciudad de Panamá (Panteras de Costa del Este o antes llamado Panteras de Parque Lefevre, SD Atlético Nacional, Universitarios, Halcones de Calle P y Águilas de Río Abajo). Dicho coliseo es considerado como el "Templo del Baloncesto Panameño"
El Gimnasio Escolar de David será utilizado por los Toros de Chiriquí.
El Gimnasio Municipal de Aguadulce será utilizado por los Caballos de Coclé.
La Arena Panamá Al Brown será utilizada por los Correcaminos de Colón.
La Arena Roberto Durán será la sede de las finales LPB.

## Temporadas

### Temporada 2015 de la LPB
Fecha: Del 2 de octubre de 2015-19 de diciembre de 2015
Equipos: 6 equipos
Partidos: 12 (10 en ronda regular, 1 semifinal y 1 final).
- Final
- Campeón:  Correcaminos de Colón 74
- Subcampeón:  Toros de Chiriquí             71
- Tercer lugar:  Caballos de Coclé
- Eliminados :  Panteras de Parque Levefre ,  Águilas de Río Abajo y  Halcones de Calle P

### Temporada 2016 de la LPB
Fecha: Del 29 de julio de 2016-2 de diciembre de 2016
Equipos: 6 equipos
Partidos: 17 (15 en ronda regular, 1 semifinal y 1 final).
- Final
- Campeón:  Correcaminos de Colón 77
- Subcampeón:  Caballos de Coclé            64
- Tercer lugar:  Panteras de Costa del Este(Panteras de Parque Lefevre)
- Cuarto Lugar:  Halcones de Calle P
- Eliminados :  Águilas de Río Abajo y  Toros de Chiriquí

### Temporada 2017 de la LPB
Fecha: Del 9 de noviembre de 2017-2 de febrero de 2018
Equipos:6 equipos
Partidos: 19 (15 en ronda regular, 3 semifinales y 1 final).
- Final
- Campeón:  Correcaminos 71
- Subcampeón:  Caballos 67
- Tercer lugar:  Panteras
- Cuarto Lugar:  Universitarios
- Eliminados :   Toros y  Atlético Nacional

### Temporada 2018 de la LPB
- Campeón:  Universitarios 73
- Subcampeón:  Correcaminos 64

### Temporada 2019 de la LPB
Fecha:
Equipos:? Equipos
Partidos: 19 (15 en ronda regular, 3 semifinales y 1 final).
- Final
- Campeón:  Caballos 139
- Subcampeón:  Correcaminos 132
- Tercer lugar:  Panteras
- Cuarto Lugar:  Universitarios
- Eliminados :

### Temporada 2020 de la LPB
La temporada fue suspendida debido a la Pandemia de COVID-19 en Panamá.

## Campeones
| Año  | Campeón                                                                | Resultado                                                              | Subcampeón                                                             |
| ---- | ---------------------------------------------------------------------- | ---------------------------------------------------------------------- | ---------------------------------------------------------------------- |
| 2015 | Correcaminos de Colón                                                  | 74-71                                                                  | Toros de Chiriqui                                                      |
| 2016 | Correcaminos de Colón                                                  | 77-64                                                                  | Caballos de Coclé                                                      |
| 2017 | Correcaminos de Colón (3)                                              | 71-67                                                                  | Caballos de Coclé                                                      |
| 2018 | Universitarios (1)                                                     | 73-64                                                                  | Correcaminos de Colón                                                  |
| 2019 | Caballos de Coclé (1)                                                  | 139-132                                                                | Correcaminos de Colón                                                  |
| 2020 | La temporada fue suspendida debido a la Pandemia de COVID-19 en Panamá | La temporada fue suspendida debido a la Pandemia de COVID-19 en Panamá | La temporada fue suspendida debido a la Pandemia de COVID-19 en Panamá |
| 2021 | Correcaminos de Colón (4)                                              | 77-71                                                                  | Dragones de Don Bosco.                                                 |
| 2022 | SD Atlético Nacional (1)                                               | 71-55                                                                  | Caballos de Coclé .                                                    |